# Michail Ščennikov
Michail Anatol'evič Ščennikov (in russo Михаил Анатольевич Щенников?; Sverdlovsk, 24 dicembre 1967) è un ex marciatore russo, fino al 1991 sovietico, campione europeo all'aperto, ma anche quattro volte campione mondiale e tre europeo indoor.

## Carriera
Nonostante i sette titoli indoor e quello europeo all'aperto, è stato capace di conquistare al massimo l'argento nelle due più importanti manifestazioni internazionali di atletica leggera, i Giochi olimpici ed i Campionati mondiali.

## Palmarès
| Anno                                     | Manifestazione  | Sede    | Evento       | Risultato | Prestazione | Note                          |
| ---------------------------------------- | --------------- | ------- | ------------ | --------- | ----------- | ----------------------------- |
| In rappresentanza dell' Unione Sovietica |                 |         |              |           |             |                               |
| 1988                                     | Giochi olimpici | Seul    | Marcia 20 km | 6º        | 1h20'47"    |                               |
| 1991                                     | Mondiali        | Tokyo   | Marcia 20 km | Argento   | 1h19'46"    |                               |
| In rappresentanza della Russia           |                 |         |              |           |             |                               |
| 1996                                     | Giochi olimpici | Atlanta | Marcia 50 km | Argento   | 3h43'46"    | Miglior prestazione personale |
| 1997                                     | Mondiali        | Atene   | Marcia 20 km | Argento   | 1h21'53"    |                               |